# Daniił Kondratiuk
Daniił Fiodorowicz Kondratiuk, ros. Даниил Фёдорович Кондратюк (ur. 29 listopada?/11 grudnia 1896 w Watynie, zm. 30 października 1956 w Moskwie) – Ukrainiec, radziecki wojskowy, pilot nawigator, generał porucznik lotnictwa.

## Życiorys
Urodził się we wsi Watyn (gubernia wołyńska) w rodzinie ukraińskiej.
W 1915 roku powołany do armii carskiej brał udział w I wojnie światowej, W armii carskiej otrzymał stopień chorążego.
W listopadzie 1917 roku wstąpił do Czerwonej Gwardii, a następnie Armii Czerwonej. Uczestniczył w wojnie domowej walcząc na Froncie Południowym i Kaukaskim.
Po zakończeniu wojny domowej ukończył w 1923 Wyższą Szkołę Kawalerii w Piotrogrodzie, a następnie przeszedł do lotnictwa i w 1925 roku ukończył Wyższą Szkołę Lotniczą w Piotrogrodzie.
Po ukończeniu szkoły lotniczej kolejno zajmował stanowiska pilota nawigatora, starszego nawigatora, instruktora w Szkole Pilotów i Nawigatorów w Orenburgu, dowódcy oddziału lotniczego, szefa oddziału szkoły lotniczej, dowódcy eskadry i brygady lotniczej. W tym czasie ukończył wyższy kurs dowódczy przy Wojskowo-Lotniczej Akademii im. Żukowskiego w 1931 roku oraz Wyższą Lotniczo-Taktyczną Szkołę Sił Powietrznych w Lipiecku w 1936 roku.
W lutym 1940 roku został zastępcą dowódcy lotnictwa 1 Grupy Armijnej Zabajkalskiego Okręgu Wojskowego, a w sierpniu 1940 dowódcą 37 Dywizji Lotniczej, którą dowodził do kwietnia 1941 roku. Następnie pozostawał w dyspozycji komisariatu Obrony ZSRR.
W czerwcu 1941 roku został komendantem Tambowskiej Wojskowej Szkoły Pilotów. We wrześniu 1941 roku został zastępcą dowódcy lotnictwa Frontu Północno-Zachodniego a potem jednocześnie dowódcą 2 Uderzeniowej Grupy Lotniczej.
W kwietniu 1942 roku został dowódcą lotnictwa Frontu Północno-Zachodniego, a w czerwcu dowódcą 6 Armii Lotniczej utworzonej z lotnictwa podległego frontowi. Armia ta dowodził do stycznia 1943 roku, został wtedy szefem Głównego Zarządu Wyszkolenia Bojowego Lotnictwa Frontowego i jednocześnie zastępca dowódcy lotnictwa Armii Czerwonej.
Od lutego 1944 roku był kolejno dowódcą lotnictwa w Południowouralskim, Kubańskim i Nadwołżańskim Okręgu Wojskowym. Funkcję tę pełnił także po zakończeniu II wojny światowej.
W kwietniu 1949 roku został dowódcą 29 Armii Lotniczej, a następnie w lutym 1951 roku dowódcą 48 Armii Lotniczej. W czerwcu 1953 roku został przeniesiony do rezerwy.
Zmarł w Moskwie.

## Awanse
- generał major lotnictwa (4 czerwca 1940)
- generał porucznik lotnictwa (5 maja 1943)

## Odznaczenia
- Order Lenina
- Order Czerwonego Sztandaru (trzykrotnie)
- Order Suworowa II kl.